# Bortnikovit
Bortnikovit ist ein sehr selten vorkommendes Mineral aus der Mineralklasse der „Elemente (einschließlich natürliche Legierungen bzw. intermetallische Verbindungen, Carbide, Nitride, Phosphide und Silicide)“ mit der chemischen Zusammensetzung Pd4Cu3Zn und damit eine natürliche Legierung, genauer eine Intermetallische Verbindung aus Palladium, Kupfer und Zink im Stoffmengenverhältnis von 4 : 3 : 1.
Bortnikovit kristallisiert im tetragonalen Kristallsystem, konnte jedoch bisher nur in Form von Überwachsrändern bis etwa 50–60 μm Dicke und etwa 50–150 μm Länge auf größeren Isoferroplatin-Körnern gefunden werden. Das Mineral ist in jeder Form undurchsichtig (opak) und zeigt auf den Oberflächen der stahlgrauen bis -weißen Kornoberflächen einen metallischen Glanz.

## Etymologie und Geschichte
Erstmals entdeckt wurde Bortnikovit in einer Seifen-Lagerstätte im Kondjor-Massiv, das zum Aldanhochland in der zum russischen Föderationskreis Ferner Osten gehörenden Republik Sacha (Jakutien). Die Erstbeschreibung erfolgte 2007 durch A. G. Mochalov, M. D. Tolkachev, Yu. S. Polekhovsky und E. M. Goryacheva, die es nach dem bekannten russischen Mineralogen und Erzlagerstätten-Forscher Professor Nikolai Stefanovich Bortnikov benannten.
Das Typmaterial des Minerals wird im Mineralogischen Museum der Staatlichen Universität Sankt Petersburg aufbewahrt.

## Klassifikation
Da der Bortnikovit erst 2006 als eigenständiges Mineral anerkannt wurde, ist er in der seit 2001 veralteten Systematik der Minerale nach Strunz (8. Auflage) nicht aufgeführt. Einzig im zuletzt 2014 erschienenen „Lapis-Mineralienverzeichnis“, das sich aus Rücksicht auf private Sammler und institutionelle Sammlungen noch nach der klassischen Systematik von Karl Hugo Strunz richtet, erhielt das Mineral die System-Nr. VII/D.16-25.
Die seit 2001 gültige und von der International Mineralogical Association (IMA) verwendete 9. Auflage der Strunz’schen Mineralsystematik ordnet den Bortnikovit innerhalb der Klasse der „Elemente“ in die Abteilung der „Metalle und intermetallische Verbindungen“ ein. Diese ist weiter unterteilt nach den in der Verbindung vorherrschenden Metallen, die entsprechend ihrer verwandten Eigenschaften in Metallfamilien eingeteilt wurden. Bortnikovit ist hier entsprechend seiner Zusammensetzung in der Unterabteilung „PGE-Metall-Legierungen“ zu finden ist, wo es als einziges Mitglied die unbenannte Gruppe 1.AG.65 bildet.
Auch die vorwiegend im englischen Sprachraum gebräuchliche Systematik der Minerale nach Dana ordnet den Bortnikovit in die Klasse und dort in die gleichnamige Abteilung der „Elemente“ ein. Hier ist er zusammen mit Nielsenit in der unbenannten Gruppe 01.02.14 innerhalb der Unterabteilung „Elemente: Platingruppenmetalle und -legierungen“ zu finden.

## Chemismus
Auf der Grundlage von 18 Proben mithilfe der Elektronenstrahlmikroanalyse ermittelte chemische Zusammensetzung ergab einen gewichtsprozentualen Anteil
58,19 % Palladium, 27,26 % Kupfer und 8,02 % Zink sowie 4,06 % Platin und 1,41 % Eisen. Dies entspricht der empirischen Zusammensetzung (Pd3.822Pt0.145)3.967Cu2.998(Zn0.857Fe0.177)1.034, was bedeutet, dass die in den runden Klammern angegebenen Elemente Palladium und Platin bzw. Zink und Eisen sich in der Formel jeweils gegenseitig vertreten können, jedoch immer im selben Mengenverhältnis zu den anderen Bestandteilen des Minerals stehen.
Die bereinigte, idealisierte Formel wird allerdings mit Pd4Cu3Zn angegeben.

## Kristallstruktur
Bortnikovit kristallisiert tetragonal in der Raumgruppe P4/mmm (Raumgruppen-Nr. 123) mit den Gitterparametern a = 6,00 ± 0,02 Å und c = 8,50 ± 0,03 Å sowie 3 Formeleinheiten pro Elementarzelle.

## Bildung und Fundorte
Bortnikovit wurde in den Schwermineralkonzentraten der Seifenlagerstätte Kondjor (Konder) in Russland entdeckt, wo er eng verwachsen mit Isoferroplatinum sowie vergesellschaftet mit Bornit, verschiedenen Chloriten, vanadiumhaltigem Magnetit, Perowskit und Titanit auftritt.
Kondjor ist bisher (Stand 2018) auch der einzige bekannte Fundort für Bortnikovit.